# Albuca yerburyi
Albuca yerburyi är en sparrisväxtart som beskrevs av Henry Nicholas Ridley. Albuca yerburyi ingår i släktet Albuca och familjen sparrisväxter. Inga underarter finns listade i Catalogue of Life.